# Алекале
Алекале — покинутый аул в Итум-Калинском районе Чеченской Республики.

## География
Расположен к западу от районного центра Итум-Кали.
Ближайшие населённые пункты и развалины бывших сёл: на северо-западе — бывшие аулы Чухшланой, Баухой и Юрдыхой на северо-востоке — село Кокадой, на юго-востоке — бывшие аулы Батургу, Шаккалой и село Тусхарой, на юго-западе бывшие аулы Амкалой и Тонгахой.